# Stara Kuźnia (Ruda Śląska)
Stara Kuźnia (niem. Althammer) – część miasta Rudy Śląskiej, w dzielnicy Halemba. Do 1954 samodzielna wieś. Herb Starej Kuźni to grabie wbite w ziemię.
Znajduje się tu Konzentrationslager Althammer, podobóz Auschwitz-Birkenau (przy ul. x. P. Skargi).

## Położenie
Stara Kuźnia stanowi najdalej na południe wysuniętą część miasta Ruda Śląska.  Od południa sąsiaduje z miastem Mikołów.

## Historia
- 22 czerwca 1922 Przejęcie gminy jednostkowej Stara Kuźnia i obszaru dworskiego Stara Kuźnia przez II RP (od Niemiec)[3], które należały do powiatu pszczyńskiego w województwie śląskim
- 1 października 1924 zniesiono obszar dworski Stara Kuźnia i włączono go do gminy Stara Kuźnia[4]
- 1 grudnia 1945 Stara Kuźnia utraciła status gminy jednostkowej i została włączona do nowo utworzonej zbiorowej gminy Śmiłowice jako gromada[5]
- 5 października 1954 gromadę Stara Kuźnia zniesiono, a jej obszar włączono do miasta Nowy Bytom[6], oprócz niektórych parceli[7], które włączono do nowo utworzonej gromady Borowa Wieś[8]
- 1 stycznia 1959 Nowy Bytom (ze Starą Kuźnią) wszedł w skład Rudy Śląskiej[9].